# Коба Сергій Олександрович
Сергі́й Олекса́ндрович Ко́ба (нар. 12 липня 1984) — український громадський активіст, колишній лідер Автомайдану, приватний підприємець.

## Автомайдан
Вранці 1 грудня 2013 року Коба з іншими учасниками акції (зокрема, Сергієм Поярковим, Андрієм Дзиндзею, Дмитром Булатовим) зустрілися біля пам'ятника засновникам Києва. Там учасники нового руху домовилися між собою про розподіл обов'язків, що стало початком Автомайдану.
19 січня 2014 року зі сцени Майдану закликав всіх йти до Верховної Ради України і мирно її блокувати.
23 січня 2014 року з'явилося повідомлення про його виїзд з України через загрозу арешту.
22 лютого 2014 року Сергій повернувся в Україну і заявив, що Громадський рух "Автомайдан" буде в опозиції до нової влади в Україні.
На сцені Майдану він зазначив:
|  | Ми контролювали тих - попередніх, і тепер будемо так само контролювати вас. Ми будемо дивитися за кожним з вас! |

|  | Нехай кожен з урядовців, нових урядовців, усвідомить, що йде до влади працювати на національні інтереси, а не на власний бізнес. Бізнес окремо, влада - окремо. Ми будемо за цим стежити - за зростанням ваших статків. |

|  | Жодного кортежу! Ні для кого! Поспішаєте кудись - сідайте на метро! |

На офіційному сайті АвтоМайдану станом на вересень 2015 року занесений у чорний список організації.